# Ascanio I Piccolomini
 (février 2022).
Si vous disposez d'ouvrages ou d'articles de référence ou si vous connaissez des sites web de qualité traitant du thème abordé ici, merci de compléter l'article en donnant les références utiles à sa vérifiabilité et en les liant à la section « Notes et références ».
Ascanio I Piccolomini est un prélat italien né à Sienne en 1548, et mort dans la même ville le 13 mai 1597.

## Biographie

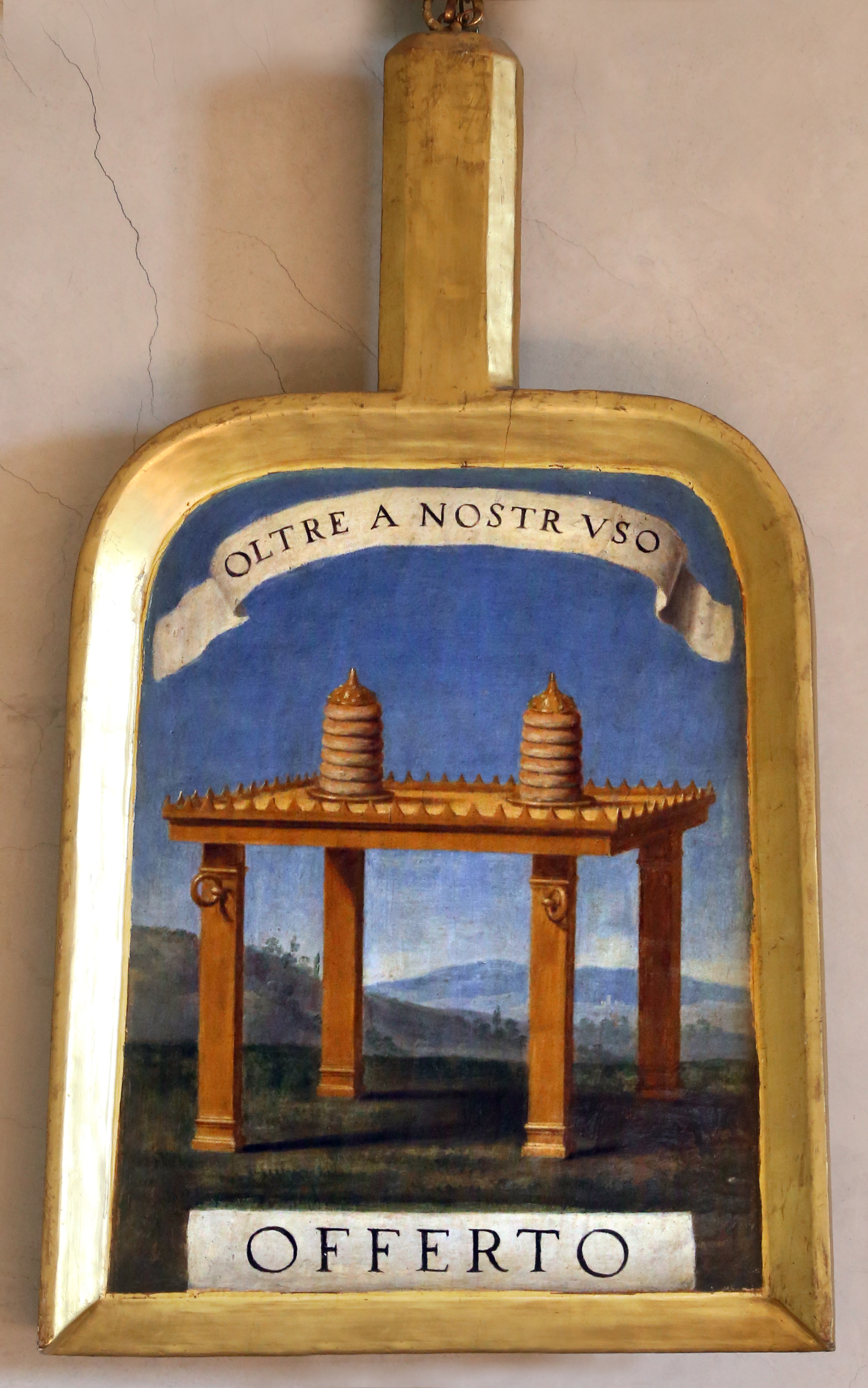
Pelle cérémonielle du membre Offerto (Ascanio I Piccolomini) à l'Accademia della Crusca.

Ascanio Piccolomini était neveu d’Alexandre Piccolomini. Ses talents précoces, ses vertus et son zèle pour la discipline ecclésiastique le signalèrent dès sa jeunesse comme un homme propre aux emplois les plus éminents. Nommé, peu de temps après la mort de son oncle, coadjuteur de l’archevêque de Sienne, il devint titulaire de ce siège en 1588, et s’occupa de faire fleurir les bonnes études dans son séminaire. Il méditait d’utiles règlements pour l’administration de son diocèse, lorsqu’il fut enlevé par une mort prématurée en 1597. Ses restes furent déposés dans la chapelle sépulcrale de sa famille dans l’église des Augustins. Il était membre de l’Accademia della Crusca sous le nom de l’Offerto. Il avait choisi pour emblème les pains de proposition avec cette devise empruntée à Pétrarque : Oltre a nostr’uso. C’est à lui qu’on doit l’édition des Mémoires d’Eneas Sylvius, donnée sous le nom de Jean Gobellino. Ses poésies (Rime) furent publiées à Sienne en 1594, in-4°. Un avis de l’imprimeur nous apprend que ce volume n’a été tiré qu’à vingt-cinq exemplaires qui furent tous remis à l’auteur pour en disposer comme il le jugerait convenable. (Voy. le Catalogue de Capponi, p. 300.) Cette rarissime édition contient des emblèmes (imprese) qui manquent à la réimpression de Sienne, 1598 in-8°. De tous les ouvrages que Piccolomini avait laissés manuscrits, le seul qui ait été imprimé est le suivant : Avvertimenti civili estratti da sei primi libri di Cornelio Tacito, Florence, 1609, in-4°, rare. Ce volume est précédé d’une vie de l’auteur par Daniele Eremita.

## Œuvres
- Due sonetti in morte del sig. duca di Parma Alessandro Farnese, inuitto capitano generale: l'uno di monsig. Ascanio Piccolomini, arciuescouo di Siena, e l'altro del sig. Diomede Borghesi, Stamperia del Bonetto, Sienne, 1592.
- Rime di monsig. Ascanio Piccolomini: fatte la maggior parte nella primauera dell'eta sua. Et alla fine d'esse, saranno dodici imprese del medesimo, le quali tosto haueranno anco in luce l'esposizioni loro, Stamperia del Bonetto, Sienne, 1594.
- Due sonetti, che monsignor Ascanio Piccolomini arciuesc.o di Siena fece alla villa, doppo il suo ritorno da Roma, di giugno nel 1595, Stamperia del Bonetto, Sienne, 1595.
- Auuertimenti ciuili estratti da monsign. Ascanio Piccoluomini arciu. di Siena. Da sei primi libri degl'Annali di Cornelio Tacito. Dati in luce da Daniello Leremita gentilhuomo del ser. g. di Toscana, Florence, 1609.